# Louis François Henri Lefébure
Louis François Henri Lefébure, född 1754 i Paris, död där 1840, var en fransk tonsättare. 
Lefébure var underprefekt i Verdun. Han förestod 1827 en professur vid Athénéeinstitutet i Paris. Lefébures Nouveau solfége blev antagen vid École royale de chant et de déclamation. Han utgav en polemisk skrift mot d'Alembert: Bévues, erreurs et méprises de différents auteurs célèbres en matière musical. Lefébure komponerade kantater och oratorier.